# Вуглець-13
Вуглець-13 — нуклід хімічного елемента вуглецю з атомним номером 6 і масовим числом 13. Один з двох стабільних ізотопів вуглецю. Ізотопна поширеність вуглецю-13 у природі становить приблизно 1,07(8) %.
Ядра цього нукліда використовуються в одному з методів ЯМР-спектроскопії — так званому методі магнітного резонансу атомів 13C.

## Утворення
Утворюється внаслідок β−-розпаду нукліда 13B (період напіврозпаду 17,33(17) мс, виділяється енергія 13437,2(11) кеВ) і β+-розпаду нукліда 13N (період напіврозпаду 9,965(4) хв, виділяється енергія 2220,47(27) кеВ): У рідкісних випадках, також, синтезується в значних кількостях в «ізотопних» зірках типу Y Гончих Псів.
{\displaystyle \mathrm {^{13}_{5}B} \rightarrow \mathrm {^{13}_{6}C} +e^{-}+{\bar {\nu }}_{e};}
{\displaystyle \mathrm {^{13}_{7}N} \rightarrow \mathrm {^{13}_{6}C} +e^{+}+{\nu }_{e}.}